# Musaranya de muntanya de Taiwan
La musaranya de muntanya de Taiwan (Episoriculus fumidus) és una espècie de musaranya de la tribu dels nectogalinis. Només viu a Taiwan.